# Ondansetró
L'ondansetró és un fàrmac utilitzat per a prevenir la nàusea i el vòmit causats per la quimioteràpia del càncer, la teràpia de radiació o la cirurgia. També és eficaç per parar els vòmits i les nàusees provocades per la gastroenteritis. Té poc efecte en el vòmit causat per la cinetosi. S'administra via oral, per injecció intramuscular o intravenosa.
Els efectes secundaris comuns inclouen la diarrea, estrenyiment, mal de cap, somnolència i picor.